# Alarik Häggblom
Elmar Alarik Häggblom (* 14. März 1914 in Vårdö; † 5. Juli 1996 in Mariehamn) war ein Politiker der Liberalen auf Åland LIB, der unter anderem zwischen 1971 und 1972 Präsident des Lagting, des Parlaments von Åland, sowie von 1972 bis 1979 Lantråd war.

## Leben
Elmar Alarik Häggblom absolvierte nach dem Schulbesuch ein Studium, welches er 1939 als Filosofie magister (fil.mag.) beendete und unterrichtete zwischen 1949 und 1967 als Dozent an der Fakultät für Maschinenbau der Seefahrtsakademie Åland (Ålands sjöfartsläroverk). Seine politische Laufbahn für die Liberalen auf Åland LIB (Liberalerna på Åland) begann er in den 1950er Jahren, als er 1953 während der Amtszeit von Lantråd Viktor Strandfält in die damalige Landschaftsregierung (Landskapsstyrelse) berufen wurde und dieser von 1955 bis 1964 auch während der Amtszeit von Hugo Johansson angehörte. Zum Ende der Amtszeit von Lantråd Johansson übernahm er von 1965 bis 1967 das Amt des Vicelantråd. Bei der Parlamentswahl in Åland 1967 wurde er für die LIB erstmals zum Mitglied der Lagting, des Parlaments von Åland, gewählt und gehörte dieser nach seiner Wiederwahl 1971 vom 1. November 1967 bis zum 31. Oktober 1975 an. Hauptberuflich unterrichtete er zwischen 1968 und 1972 als Dozent an der Technischen Schule Åland (Ålands tekniska skola).
Nach der Ernennung von Martin Isaksson zum 1. Juli 1972 zum Gouverneur (Landshövding) von Åland am 1. Juli 1972, wurde Häggblom am 1. Juli 1972 als dessen Nachfolger neuer Lantråd und bekleidete dieses Amt bis zum 1. Januar 1979, woraufhin Folke Woivalin ihn ablöste. Bei der Parlamentswahl 1979 wurde er für die LIB noch einmal zum Mitglied der Lagting gewählt, der er vom 1. November 1979 bis zum 31. Oktober 1983 an. Während dieser Zeit war er Vorsitzender des Hauptausschusses (Stora utskottet) und gehörte zugleich der Vorsitzendenkonferenz (Talmanskonferensen) und dem Rechtsausschuss (Lagutskottet) als Mitglied an.
Alarik Häggblom war der jüngere Bruder des Politikers Evald Häggblom (1905–1976), der unter anderem zwischen 1935 und 1966 ebenfalls Mitglied der Lagting sowie von 1966 bis zu seinem Tode 1976 den Wahlkreis „Åland“ als Mitglied des Finnischen Parlaments vertrat. Seine Nichte, Evald Häggbloms Tochter Gunnevi Nordman (* 1935), war unter anderem in der Regierung von Lantråd Folke Woivalin zwischen 1984 und 1988 als erste Frau stellvertretende Lantråd (Vicelantråd) und von 1991 bis 1995 Erste stellvertretende Präsidentin der Lagting.

## Veröffentlichungen
- Några uppgifter om Ålands befolkning samt en uppskattning av dess bidrag till nationalinkomsten, Mariehamn 1966
- Om utvecklingen av Ålands självstyrelse, 1985